# Kerge kacsák
A Kerge kacsák (eredeti cím: The Mighty Ducks) 1992-ben bemutatott amerikai sport témájú filmvígjáték-dráma, melyet Steven Brill forgatókönyvéből Stephen Herek rendezett. A főszerepben Emilio Estevez látható.
A film a Kerge kacsák-trilógia első része. Két folytatása készült: Kerge kacsák 2. (1994) és Kerge kacsák 3. (1996). 2021-ben mutatták be a Kerge Kacsák: Így kell tarolni! című televíziós sorozatot. 

## Cselekmény
Gordon Bombay sztárügyvédet egy közlekedési szabálysértés miatt közmunkára küldik: egy iskolai jégkorongcsapatot kell edzenie, de a gyerekek fellázadnak a csalásokkal győzni próbáló edző ellen.

## Szereplők
| Színész        | Szerep                | Magyar hang      | Magyar hang     |
| Színész        | Szerep                | 1. szinkron      | 2. szinkron     |
| -------------- | --------------------- | ---------------- | --------------- |
| Emilio Estevez | Gordon Bombay         | Forgács Péter    | Szabó Máté      |
| Joss Ackland   | Hans                  | Mádi Szabó Gábor | Szélyes Imre    |
| Lane Smith     | Jack Reilly edző      | Dózsa László     | Papp János      |
| Heidi Kling    | Casey Conway          | Csomor Csilla    | Zsigmond Tamara |
| Josef Sommer   | Mr. Gerald Ducksworth | Áron László      |                 |
| Joshua Jackson | Charlie Convay, #96   | Molnár Levente   |                 |
| Elden Henson   | Fulton Reed, #44      | Petrik Péter     |                 |
| Shaun Weiss    | Greg Goldberg, #33    | Szentesi Gergő   |                 |
| Brandon Adams  | Jesse Hall, #9        | Glósz Viktor     |                 |
| M. C. Gainey   | Lewis                 | Melis Gábor      |                 |
| Matt Doherty   | Lester Averman, #4    | Szőke András     |                 |
| J.D. Daniels   | Peter Mark, #24       | Előd Álmos       |                 |